# داني (ممثلة)
داني (بالفرنسية: Danièle Graule)‏ هي مغنية وممثلة فرنسية، ولدت في 1 أكتوبر 1944 في فرنسا.

## أعمال

### أفلام
- (1973) ليلة أمريكية

## وصلات خارجية
- داني على موقع IMDb (الإنجليزية)
- داني على موقع ألو سيني (الفرنسية)
- داني على موقع ميوزك برينز (الإنجليزية)
- داني على موقع أول موفي (الإنجليزية)
- داني على موقع ديسكوغز (الإنجليزية)
- داني على موقع قاعدة بيانات الفيلم (الإنجليزية)
- داني على موقع كينوبويسك (الروسية)